# Rio Muqui (distrito)
Rio Muqui é um distrito do município de Itapemirim, no Espírito Santo . O distrito possui  cerca de 800 habitantes e está situado na região oeste do município .